# Parassy

Parassy este o comună în departamentul Cher, Franța. În 1 ianuarie 2022 avea o populație de 406 de locuitori.